# Helen Marnie
Helen Marnie (Glasgow, 21 febbraio 1978) è una cantante e tastierista scozzese, conosciuta per essere vocalist e autrice del gruppo di musica elettronica dei Ladytron. Ha esordito da solista con il nome Marnie nel 2013.

## Biografia
Nata e cresciuta a Glasgow, ha studiato il piano prima di trasferirsi a Liverpool, dove ha continuato a formarsi. Nel 1999 ha formato nella città inglese il gruppo dei Ladytron insieme a Daniel Hunt, Reuben Wu e Mira Arojo. Nel gruppo Helen è attiva come cantante principale, suona i synth e le tastiere, scrive e compone.
Nel 2012 ha collaborato all'album solista di Daniel Hunt. Nell'aprile 2013 ha annunciato il proprio album solista, dal titolo Crystal World. Ha quindi pubblicato il videoclip del brano The Hunter. L'album è uscito nel mese di giugno del 2013 ed è stato registrato a Reykjavík. Nell'ambito del Record Store Day del 2014, in aprile, ha pubblicato un 12" dal titolo The Hunter Remixed, a cui ha collaborato Stephen Morris (Joy Division, New Order).

## Discografia

### Album studio con i Ladytron
- 2001 - 604
- 2002 - Light & Magic
- 2005 - Witching Hour
- 2008 - Velocifero
- 2011 - Gravity the Seducer
- 2019 - Ladytron
- 2023 - Time's Arrow

### Album studio da solista
- 2013 - Crystal World
- 2017 - Strange Words and Weird Wars

### Singoli da solista
- The Hunter (2013)
- The Hunter Remixed (2014)
- Wolves (2014)